# Gasterocome conspicuaria
Gasterocome conspicuaria là một loài bướm đêm trong họ Geometridae.